# Кроковий електродвигун

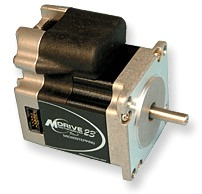
Кроковий електродвигун з інтегрованим мікроконтролером

Кро́ковий двигу́н — електричний двигун, в якому імпульсне живлення електричним струмом призводить до того, що його ротор не обертається неперервно, а виконує щоразу обертальний рух на заданий кут. Завдяки цьому, кут повороту ротора залежить від числа поданих імпульсів струму, а кутова швидкість ротора точно рівна частоті імпульсів помноженій на кут повороту ротора за один цикл роботи двигуна.
Кут повороту двигуна під впливом одного імпульсу може мати різні значення, залежні від конструкції двигуна, — як правило це значення в діапазоні від декількох градусів до декілька десятків градусів. Крокові двигуни, залежно від призначення пристосовані до виконання від частки оберту на хвилину, до декількох тисяч обертів на хвилину.

## Принцип роботи

Принцип роботи 4-полюсного крокового електродвигуна

Конструктивно крокові електродвигуни складаються із статора, на якому розташовані обмотки збудження, і ротора, виконаного з магніто-м'якого (феромагнітного) матеріалу або з магніто-твердого (магнітного) матеріалу. Крокові двигуни з магнітним ротором дозволяють отримувати більший крутний момент і забезпечують фіксацію ротора при знеструмлених обмотках.
Гібридні двигуни поєднують у собі найкращі риси двигунів зі змінним магнітним опором і двигунів з постійними магнітами.
Статор гібридного двигуна також має зубці, забезпечуючи велику кількість еквівалентних полюсів, на відміну від основних полюсів, на яких розташовані обмотки. Зазвичай використовуються 4 основні полюси для 3,6 градусних двигунів і 8 основних полюсів для 1,8-0,9 градусних двигунів. Зубці ротора забезпечують менший опір магнітного ланцюга у певних положеннях ротора, що покращує статичний і динамічний момент. Це забезпечується відповідним розташуванням зубців, коли частина зубців ротора знаходиться строго навпроти зубців статора, а частина між ними.
Ротор гібридного двигуна має зубці, розташовані в осьовому напрямку. Ротор розділений на дві частини, між якими розташований циліндричний постійний магніт. Таким чином, зубці верхньої половинки ротора є північними полюсами, а зубці нижньої половинки — південними. Крім того, верхня і нижня половинки ротора повернуті один відносно одного на половину кута кроку зубців. Число пар полюсів ротора дорівнює кількості зубців на одній з його половинок. Зубчасті полюсні наконечники ротора, як і статор, набрані з окремих пластин для зменшення втрат на вихрові струми.
Цикл роботи електродвигуна можна розбити на 4 кадри (див.рисунок).
Кадр 1: верхній електромагніт (1) включений, відбувається притягання найближчого зуба ротора шестеренної форми. Зуби вирівнюються по електромагніту (1), вони будуть трохи зміщені відносно електромагніта (2).
Кадр 2: верхній електромагніт (1) відключений, а правий електромагніт (2) знаходиться під напругою, потягнувши найближчі зуби прокрутивши ротор вправо. У результаті відбудеться повертання на 3,6° для цього прикладу.
Кадр 3: нижній електромагніт (3) знаходиться під напругою, спричинивши наступне повертання ротора на 3,6°.
Кадр 4: лівий електромагніт (4) включений, що знову проверне ротор на 3,6°. Коли верхній знову увімкнеться, ротор у кінцевому підсумку за 4 кроки повернеться на один зуб, а оскільки у ротора є 25 зубів, то повний оберт займе 100 кроків для даного прикладу.

## Переваги і недоліки крокового двигуна

### Переваги
- Кут повороту двигуна пропорційний кількості вхідних імпульсів.
- Двигун працює з повним моментом у стані спокою (якщо обмотки підключені до живлення).
- Прецезійне позиціонування і повторюваність кроку — хороші крокові двигуни мають точність близько 3 — 5% кроку і ці помилки не накопичується від кроку до кроку.
- Можливість швидкого розгону, гальмування і зміни напряму руху.
- Безвідмовність — у зв'язку з відсутністю щіток. Довговічність двигуна залежить тільки від довговічності вальниць.
- Залежність обертів двигуна від дискретних імпульсів дозволяє керувати двигуном без зворотного зв'язку, завдяки чому кроковий двигун простіший і дешевший в керуванні.
- Можливість досягнення дуже низьких швидкостей обертання з навантаженням закріпленим безпосередньо на осі двигуна.
- Широкий діапазон швидкостей обертання отримуваний завдяки тому, що швидкість пропорційна частоті вхідних імпульсів.

### Недоліки
- Механічний резонанс з'являється при неправильному керуванні.
- Складнощі при роботі з дуже високими швидкостями.
- Можлива втрата контролю положення у зв'язку з роботою без зворотного зв'язку.
- Споживання електроенергії не зменшується навіть без навантаження.
- Невисока питома потужність.
- Відносно складна схема управління.

## Типорозміри та характеристики двигунів
Крокові двигуни стандартизовані національною асоціацією виробників електроустаткування (National Electrical Manufacturers Association, NEMA) за посадковим розміром і розміром зовнішнього квадрату фланця.
| Типорозмір | Розмір фланця, мм | Момент, кгс*см |
| ---------- | ----------------- | -------------- |
| NEMA 17    | 42                | 4.5            |
| NEMA 23    | 57                | 30             |
| NEMA 34    | 86                | 120            |
| NEMA 42    | 110               | 210            |